# Oleksiejivska
Oleksiejivska (Oekraïens: Олексіївська, ⓘ; Russisch: Алексеевская) is een station van de metro van Charkov. Het station werd geopend op 21 december 2010 en is het nieuwe noordwestelijke eindpunt van de Oleksiejivska-lijn. De naam verwijst naar de wijk Oleksiejivska waarin het station gelegen is.